# پینو کوارتولو
پینو کوارتولو (ایتالیایی: Pino Quartullo؛ زادهٔ ۱۲ ژوئیهٔ ۱۹۵۷) بازیگر، کارگردان، فیلم‌نامه‌نویس، نمایشنامه‌نویس اهل ایتالیا است.
از فیلم‌های او می توان به دوستان من، زندگی‌های به فنا رفته و سوءتفاهم‌های جزئی اشاره کرد.
وی همچنین دوبلور ایتالیایی جیم کری در دو فیلم ماسک  و خنگ و خنگ‌تر بوده‌است.